# Maximilian Beier
Maximilian Beier (Brandeburgo sulla Havel, 17 ottobre 2002) è un calciatore tedesco, attaccante del Borussia Dortmund e della nazionale tedesca.

## Caratteristiche tecniche
È una punta centrale longilinea che può giocare pure come ala e dotata di buon senso del gol. Abile nel muoversi lungo la linea del fuorigioco, si sacrifica spesso nel pressing sulla difesa avversaria.

## Carriera

### Club
Cresciuto nel settore giovanile dell'Hoffenheim, ha esordito in prima squadra l'8 febbraio 2020 disputando l'incontro di Bundesliga perso 1-0 contro il Friburgo. Nell'agosto del 2021 si trasferisce in prestito biennale all'Hannover 96 nella 2. Bundesliga.
Rientrato all'Hoffenheim per la stagione 2023-2024, segna la sua prima rete in Bundesliga il 26 agosto 2023 nel corso del successo esterno contro l'Heidenheim. Si guadagna il posto da titolare e realizza una stagione da trascinatore con 16 goal realizzati in 33 partite. Le sue prestazioni aiutano il club a raggiungere il settimo posto in classifica tornando in una competizione europea dopo quattro stagioni.
Il 12 agosto 2024 viene acquistato dal Borussia Dortmund.

### Nazionale
Ha giocato nelle nazionali giovanili tedesche Under-17, Under-20 ed Under-21.
Il 14 marzo 2024 viene convocato per la prima volta in nazionale maggiore, con cui esordisce il 3 giugno seguente nell'amichevole pareggiata 0-0 contro l'Ucraina.
Viene convocato per Euro 2024, in cui esordisce nel secondo tempo dell'ultima sfida dei gironi contro la Svizzera.

## Statistiche
Statistiche aggiornate al 30 giugno 2025.

### Presenze e reti nei club
| Stagione        | Squadra           | Campionato      | Campionato | Campionato | Coppe nazionali | Coppe nazionali | Coppe nazionali | Coppe continentali | Coppe continentali | Coppe continentali | Altre coppe | Altre coppe | Altre coppe | Totale | Totale | Totale |
| Stagione        | Squadra           | Comp            | Pres       | Reti       | Comp            | Pres            | Reti            | Comp               | Pres               | Reti               | Comp        | Pres        | Reti        | Pres   | Reti   |        |
| --------------- | ----------------- | --------------- | ---------- | ---------- | --------------- | --------------- | --------------- | ------------------ | ------------------ | ------------------ | ----------- | ----------- | ----------- | ------ | ------ | ------ |
| 2019-2020       | Hoffenheim        | BL              | 6          | 0          | CG              | 0               | 0               | -                  | -                  | -                  | -           | -           | -           | 6      | 0      |        |
| 2020-2021       | Hoffenheim        | BL              | 3          | 0          | CG              | 0               | 0               | UEL                | 2                  | 2                  | -           | -           | -           | 5      | 2      |        |
| 2021-2022       | Hannover          | 2.BL            | 30         | 3          | CG              | 3               | 4               | -                  | -                  | -                  | -           | -           | -           | 33     | 7      |        |
| 2022-2023       | Hannover          | 2.BL            | 33         | 7          | CG              | 2               | 1               | -                  | -                  | -                  | -           | -           | -           | 35     | 8      |        |
| 2023-2024       | Hoffenheim        | BL              | 33         | 16         | CG              | 2               | 0               | -                  | -                  | -                  | -           | -           | -           | 35     | 16     |        |
| 2024-2025       | Borussia Dortmund | BL              | 29         | 8          | CG              | 2               | 0               | UCL                | 12                 | 1                  | CmC         | 3           | 1           | 46     | 10     |        |
| Totale carriera | Totale carriera   | Totale carriera | 134        | 34         |                 | 9               | 5               |                    | 14                 | 3                  |             | 3           | 1           | 160    | 43     |        |

### Cronologia presenze e reti in nazionale
| Cronologia completa delle presenze e delle reti in nazionale ― Germania | Cronologia completa delle presenze e delle reti in nazionale ― Germania | Cronologia completa delle presenze e delle reti in nazionale ― Germania | Cronologia completa delle presenze e delle reti in nazionale ― Germania | Cronologia completa delle presenze e delle reti in nazionale ― Germania | Cronologia completa delle presenze e delle reti in nazionale ― Germania | Cronologia completa delle presenze e delle reti in nazionale ― Germania | Cronologia completa delle presenze e delle reti in nazionale ― Germania |
| Data                                                                    | Città                                                                   | In casa                                                                 | Risultato                                                               | Ospiti                                                                  | Competizione                                                            | Reti                                                                    | Note                                                                    |
| ----------------------------------------------------------------------- | ----------------------------------------------------------------------- | ----------------------------------------------------------------------- | ----------------------------------------------------------------------- | ----------------------------------------------------------------------- | ----------------------------------------------------------------------- | ----------------------------------------------------------------------- | ----------------------------------------------------------------------- |
| 3-6-2024                                                                | Norimberga                                                              | Germania                                                                | 0 – 0                                                                   | Ucraina                                                                 | Amichevole                                                              | -                                                                       | 59’                                                                     |
| 23-6-2024                                                               | Francoforte sul Meno                                                    | Svizzera                                                                | 1 – 1                                                                   | Germania                                                                | Euro 2024 - 1º turno                                                    | -                                                                       | 65’                                                                     |
| 7-9-2024                                                                | Düsseldorf                                                              | Germania                                                                | 5 – 0                                                                   | Ungheria                                                                | UEFA Nations League 2024-2025 - 1º turno                                | -                                                                       | 60’                                                                     |
| 10-9-2024                                                               | Amsterdam                                                               | Paesi Bassi                                                             | 2 – 2                                                                   | Germania                                                                | UEFA Nations League 2024-2025 - 1º turno                                | -                                                                       | 63’                                                                     |
| Totale                                                                  |                                                                         | Presenze                                                                | 4                                                                       |                                                                         | Reti                                                                    | 0                                                                       |                                                                         |